# F & M
F & M (kurz für Frau und Mann) ist das zweite Studioalbum des deutsch-schwedischen Metal-Duos Lindemann, bestehend aus Till Lindemann und Peter Tägtgren.

## Geschichte
Für das von den estnischen Regisseuren Ene-Liis Semper und Tiit Ojasoo inszenierte Theaterstück Hänsel und Gretel, das im Frühjahr 2018 im Hamburger Thalia Theater Premiere hatte, schrieben Lindemann und Tätgren insgesamt sechs Lieder, von denen es Allesfresser, Blut, Knebel, Schlaf ein und Wer weiß das schon später auf das Album schafften. Auf einer im Hintergrund platzierten Leinwand wurde Lindemann zu den Liedern während der Aufführung als Video projiziert.
Ende 2018 veröffentlichte Lindemann gemeinsam mit dem Offenbacher Rapper Haftbefehl das Lied Mathematik, das als Single erschien und ein Musikvideo folgte. Auf dem Studioalbum wurde auf Haftbefehl als Interpret allerdings verzichtet.
Am 13. September 2019 veröffentlichte die Gruppe die Single Steh auf. Es folgten am 18. Oktober 2019 die Single Ich weiß es nicht und am 1. November 2019 Knebel. Zu allen Singles erschienen Musikvideos. Das Musikvideo zu Knebel wurde allerdings nur einmal unzensiert auf einem ausgewählten Videoportal ausgestrahlt.
Das Album erschien am 22. November 2019, einen Tag später folgte das Musikvideo zum Lied Frau und Mann.
In einem Interview mit dem Rolling Stone gab Lindemann bekannt, dass Tätgren bereits die Instrumente für ein eventuelles drittes Albums fertig gestellt hätte und lediglich noch Texte fehlen würden.

## Allgemeines

### Versionen
Vorab erschienen mit Abständen die Singles Mathematik, Steh auf, Ich weiß es nicht und Knebel. Das Album F & M wurde am 22. November 2019 in Deutschland veröffentlicht und erschien als CD, Special CD, Super Deluxe, Vinyl und MP3-Download. Während die Standard CD nur elf Titel enthält, enthält die Special CD zwei zusätzliche Lieder: Eine Version von Mathematik ohne Haftbefehl als Interpreten, sowie eine Pain-Version von Ach so gern.

### Illustration
Unter dem Schriftzug Lindemann befinden sich Tägtgren und Lindemann mit Hühnern in den Armen und Gipsmasken von sich selbst auf dem Gesicht. Das Special Album ist als Buch gebunden.

## Titelliste
| #  | Titel                      | Länge |
| -- | -------------------------- | ----- |
| 1  | Steh auf                   | 3:05  |
| 2  | Ich weiß es nicht          | 4:51  |
| 3  | Allesfresser               | 3:29  |
| 4  | Blut                       | 4:04  |
| 5  | Knebel                     | 3:51  |
| 6  | Frau und Mann              | 3:35  |
| 7  | Ach so gern                | 3:22  |
| 8  | Schlaf ein                 | 5:13  |
| 9  | Gummi                      | 3:55  |
| 10 | Platz eins                 | 3:56  |
| 11 | Wer weiß das schon         | 3:57  |
| 12 | Mathematik                 | 3:37  |
| 13 | Ach so gern (Pain Version) | 3:22  |

## Chartplatzierungen und Auszeichnungen
Das Album schaffte es auf Platz eins der deutschen Albumcharts sowie auf Position 85 in den britischen Charts. In Deutschland stellt F & M den zweiten Nummer-eins-Erfolg für die Band dar, im Vereinigten Königreich ist es ihr zweiter Charterfolg. In den deutschen Jahrescharts 2019 belegte das Album Rang 39 und 2020 Platz 37. Für mehr als 100.000 verkaufte Exemplare erhielt das Album in Deutschland eine Goldene Schallplatte.